# Єнс Лангкнів
Єнс Лангкнів (Jens Langkniv, Довгий Ніж), народжений як Єнс Олесен, був ютландським «Робін Гудом», який, згідно з легендою, жив у Даугб'єргських вапняних катакомбах у 17 столітті та був особливо активним під час Тридцятилітньої війни, коли війська Альбрехта фон Валленштейна спустошували Ютландію 1627-1628. Він був озброєний ножем, який був прив'язаний довгою мотузкою, щоб він міг його кинути і швидко знову притягнути до себе.
Згідно з легендою, Єнс Лангкнів був розбійником, тому що він убив королівського чиновника, який хотів, щоб мати Єнса була спалена як відьма. Ця ж легенда розповідає, що його  було помилувано після бою з військами Валленштейна перед воротами Віборга. Але після повернення до розбійного життя він був страчений у Хорсенсі.
У Даугб'єргських вапняних катакомбах є печера Єнса Лангкніва, розташована на глибині 60 метрів під поверхнею землі. Вона є найбільшою печерою в системі коридорів вапняної шахти.

## Художня обробка
Барвисте життя Єнса Лангкніва було виражено в багатьох художніх творах:
- Єппе Аак’єр написав роман «Єнс Лангкнів» із підзаголовком «Хроніка померлих» ( 1916 ).
- Режисери Пер Кнуцон і Пітер Лінд зняли фільм «Єнс Лангкнів» за романом Аак'єра з Поулем Рейххардтом у головній ролі ( 1940 ).
- Орла Клаузен створила комікс-трилогію під назвою Jens Langkniv, також засновану на романі Аак'єра ( 1981-1982 ).
- Другий альбом Lars Lilholt Band мав назву Jens Langkniv і містить однойменну пісню (1984).
- Персонажа Єнса Лангкнів зображує комік Брайан Мьорк у скетчі з сатиричної програми Gustne gensyn (2006).